# Cantonul Raon-l'Étape
Cantonul Raon-l'Étape este un canton din arondismentul Saint-Dié-des-Vosges, departamentul Vosges, regiunea Lorena, Franța.

## Comune
- Allarmont
- Celles-sur-Plaine
- Étival-Clairefontaine
- Luvigny
- Nompatelize
- Raon-l'Étape (reședință)
- Raon-sur-Plaine
- Saint-Remy
- Vexaincourt